# Ukrajinská radikální strana
Ukrajinská radikální strana (URP, ukrajinsky Ukrajinska radykalna partija, cyrilicí Українська радикальна партія, zpočátku Rusko-ukrajinská radikální strana, Rusko-ukrajinska radykalna partija, cyrilicí Русько-українська радикальна партія, od roku 1926 Ukrajinská strana socialisticko-radikální, Ukrajinska socialistyčno-radykalna partija, cyrilicí Українська соціалістично-радикальна партія) byla politická strana působící od konce 19. století mezi ukrajinskou populací Rakouska-Uherska, respektive Předlitavska, zejména v Haliči, později šlo o politickou stranu ukrajinské národní menšiny v meziválečném Polsku.

## Historie
Byla založena jako první moderní ukrajinská politická strana s masovým členstvím 4. října 1890 ve Lvově. Mezi její zakladatele patřili Ivan Franko, Mychajlo Pavlyk, Vjačeslav Budzynovskyj Severyn Danylovyč nebo Jevhen Levyckyj. Navazovala ovšem na dřívější ideové proudy mezi mladou generací, existující již od 70. let 19. století a inspirované názory Mychajla Drahomanova. Strana podporovala program zemědělských reforem, družstevnictví a národnostní práva Ukrajinců v Haliči. Koncem 19. století se ve vnitrostranických debatách poprvé objevila i myšlenka ukrajinské nezávislosti (Julian Bačynskyj napsal roku 1895 knihu Ukrajina irredenta). Byla antiklerikálně orientovaná. Své zástupce měla v Haličském zemském sněmu i v celostátní Říšské radě.
Roku 1899 se z ní vydělily Ukrajinská sociálně demokratická strana a Ukrajinská národně demokratická strana. Ukrajinská radikální strana hrála významnou roli v organizování rolnických stávek v Haliči roku 1902. Měla též podíl na budování organizace Sič. Po první světové válce zastávali její představitelé významné funkce v rámci krátce existující Západoukrajinské lidové republiky, vzniklé po rozpadu monarchie na územích převážně obývaných etnickými Ukrajinci.
V roce 1926 se do Ukrajinské radikální strany zapojila skupina ukrajinských socialistů revolucionářů z Volyně. Název subjektu byl pak změněn na Ukrajinská strana socialisticko-radikální. V té době měla cca 20 tisíc členů. V roce 1931 se stala členskou stranou druhé internacionály. Předsedou strany byl v letech 1914–1919 Mykola Lahodynskyj, v letech 1926–1930 Lev Bačynskyj a pak až do zániku strany v roce 1939 Ivan Makuch. Po druhé světové válce působili někteří její představitelé v ukrajinské emigraci.